# 藤森昭一
藤森昭一（日语：／ Fujimori Shōichi，1926年12月26日—2016年6月25日），日本官僚。曾擔任日本赤十字社名譽社長。環境事務次官、内閣官房副長官、宮内廳長官、日本赤十字社社長等職務。獲頒勲一等旭日大綬章。

## 人物
出生在昭和元年，裕仁成為天皇的次日。因此得名昭一。
藤森本人在環境廳在職期間，曾於“証言の昭和史”（学習研究社全12卷、1982年－1983年）中寫下「“昭和元年出生”之時」。
1988年6月14日至1996年1月19日任宫内厅长官，其间曾于1989年1月7日向公众宣布昭和天皇驾崩的消息。

## 荣誉

### 日本勋章奖章
- 勋一等旭日大绶章（1999年11月3日公布）

### 外国勋章奖章
- 民事功绩大十字勋章（西班牙语：Orden del Mérito Civil (España)）（西班牙，1994年10月7日批准[6]）：明仁天皇于1994年10月2日至14日出访法国和西班牙。